# دارين برازيل
دارين برازيل (بالإنجليزية: Darren Brazil)‏ هو مونتير أمريكي، ولد في 1 ديسمبر 1984 في Castro Valley, California ‏ في الولايات المتحدة.